# جوليو غاري
جوليو غاري (بالمجرية: Gari Gyula)‏ هو مغني أوبرا مجري، ولد في 9 سبتمبر 1909 في مدياس ‏ في رومانيا، وتوفي في 15 أبريل 1994.